# We Should Worry (film 1918)
We Should Worry è un film muto del 1918 scritto e diretto da Kenean Buel e interpretato dalle sorelline Jane e Katherine Lee.

## Trama
Miss Ashton, ricca, giovane e bella zia delle piccole Jane e Katherine, ha una storia d'amore con Jack Fenton, un giovanotto che gode dell'approvazione delle bambine. Ma quando sembra che la zia cominci ad apprezzare anche il corteggiamento di Percival Gilpatrick, detestato dalle piccole, queste decidono di intervenire e gli rompono ripetutamente le uova nel paniere quando lui tenta di fare la sua proposta di matrimonio alla bella zia. Percival, che in realtà è un truffatore, incarica i suoi soci Mike e Bill di tenergli a bada le bambine. I due, però, che vorrebbero mettere a segno un colpo in banca piuttosto che perdere tempo con Miss Ashton, decidono di rapire Jane e Katherine e di chiedere un riscatto. Chiuse in cantina con i loro rapitori, le due bambine li sottopongono a una serie di scherzi che finiscono per sfiancarli, tanto che lasciano andare via libere le ragazzine. Ma Percival approfitta dell'occasione per fingersi il loro liberatore, cosa che sembra colpire molto favorevolmente Miss Ashton, con gran scorno delle bambine. Quando la banda di malvivente rapina finalmente la banca, le due sorelline aiutano la polizia a catturare i manigoldi. Miss Ashton, a questo punto, accetta volentieri di diventare la signora Fenton, sposando il tranquillo Jack.

## Produzione
Il film fu prodotto dalla Fox Film Corporation.

## Distribuzione
Il copyright del film, richiesto da William Fox, fu registrato il 16 GIUGNO 1918 con il numero LP12574.
Distribuito dalla Fox Film Corporation e presentato da William Fox, il film uscì nelle sale cinematografiche USA il 16 giugno 1918. In Francia venne distribuito il 21 maggio 1920 con il titolo Les Petites Romanesques.